# Orlandiïta
L'orlandiïta és un mineral de la classe dels òxids. Va ser anomenada en honor de Paolo Orlandi, mineralogista italià que ha descrit diversos nous minerals.

## Característiques
L'orlandiïta és un selenit de fórmula química Pb₃Cl₄(Se⁴⁺O₃(H₂O). Cristal·litza en el sistema triclínic.
Segons la classificació de Nickel-Strunz, l'orlandiïta pertany a «04.JH - Selenits sense anions addicionals, amb H₂O» juntament amb els següents minerals: calcomenita, ahlfeldita, clinocalcomenita, cobaltomenita, mandarinoïta i larissaïta.

## Formació i jaciments
L'orlandiïta va ser descoberta a la mina Baccu Locci, a Villaputzu (Sardenya, Itàlia). Es tracta de l'únic indret on ha estat descrita aquesta espècie mineral.